# Mirko Nišović
Mirko Nišović (Zemun, 2 juli 1961 - Valpovo, 11 oktober 2000) was een Joegoslavisch kanovaarder.
Nišović won tijdens de Olympische Zomerspelen 1976 samen met Matija Ljubek de gouden medaille op de 500 meter en de zilveren medaille op de 1000 meter. Nišović werd driemaal wereldkampioen.

## Belangrijkste resultaten

### Olympische Zomerspelen
| Editie | Plaats      | Resultaten         |
| ------ | ----------- | ------------------ |
| 1980   | Moskou      | 4e C-2 1000m       |
| 1984   | Los Angeles | C-2 500m C-2 1000m |
| 1988   | Seoel       | HF C-2 1000m       |

### Wereldkampioenschappen vlakwater
| Jaar | Plaats   | Resultaten              |
| ---- | -------- | ----------------------- |
| 1982 | Belgrado | C-2 500m · C-2 1000m    |
| 1983 | Tampere  | C-2 500m · C-2 1000m    |
| 1985 | Mechelen | C-2 10.000m · C-2 1000m |

1976: Sergej Petrenko & Aleksandr Vinogradov ·
1980: László Foltán & István Vaskuti ·
1984: Matija Ljubek & Mirko Nišović ·
1988: Nicolae Juravschi & Viktor Reneiski ·
1992: Dmitri Dovgalenok & Aleksandr Maseikov ·
1996: Csaba Horváth & György Kolonics ·
2000: Ferenc Novák & Imre Pulai ·
2004: Meng Guanliang & Yang Wenjun ·
2008: Meng Guanliang & Yang Wenjun ·
2024: Liu Hao & Ji Bowen